# ヨハン・レプソルト

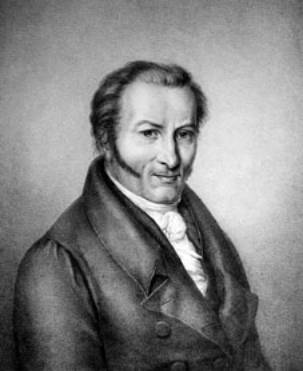
Johann Georg Repsold

ヨハン・ゲオルク・レプソルト（Johann Georg Repsold 、1770年9月19日 – 1830年1月14日）はドイツの天文家。後にベルゲドルフ天文台になる私設の天文台を設立し、天体観測を行った。
ブレーマーハーフェン近くのヴレーメンWremenに生まれた。ハンブルクの消防隊員を務めるかたわら、趣味で科学機器の製作を行った。1799年に小さな工房を設立し、天文機器や顕微鏡の製作を始めた。この会社は1919年まで存続し、アドルフ・レプソルト(Adolf Repsold 1838年-1919年)などが活躍した。1802年に私設の天文台を設立し、ハインリッヒ・シューマッハとともに、星表の作成ための天体観測をおこなった。レプソルトの天文台は1811年にナポレオン戦争で破壊されるが、1825年に新しい天文台を設立し、自費で観測機械を購入し初代の所長となった。
1830年に消防活動のなかで死亡するが、天文台の運営は自治体に引き継がれ、カルル・ルートヴィヒ・クリスティアン・リュムケル（Carl Ludwig Christian Rümker）が所長を継いだ。この天文台が後のベルゲドルフ天文台の母体となった。
月のクレーターと小惑星(906)レプソルダの名は、彼にちなんでいる。